# José María Escuín Monfort
José María Escuín Monfort (Atzeneta del Maestrat, 1937 - 16 d'octubre de 2000) fou un advocat i polític valencià.

## Trajectòria
Llicenciat en dret i militant d'Aliança Popular (després Partit Popular), fou regidor de l'ajuntament de Castelló de la Plana del 1979 al 1982, diputat per la província de Castelló a les eleccions generals espanyoles de 1986 i 1989. Ha estat vicepresident de la Comissió de Recerca sobre Incompatibilitats i Tràfic d'Influències i de la Comissió de Peticions del Congrés dels diputats.
Ha estat senador per la mateixa província a les eleccions generals espanyoles de 1982, 1993, 1996 i 2000. Dins del Senat ha estat president de la Comissió d'Incompatibilitats, vicepresident segon de la Comissió de Suplicatoris i de la Comissió d'Interior i Funció Pública, així com membre suplent de la Diputació Permanent.
També fou President provincial d'AP -tras guanyar a Carlos Fabra Carreras- i President regional amb el V Congrés regional.
Va morir poc després de prendre possessió com a senador el 16 d'octubre i fou substituït per Carlos Daniel Murria Climent.